# Parlamento de San Martín (Países Bajos)
El Parlamento de San Martín (en neerlandés, Staten van Sint Maarten) es el órgano unicameral que ejerce el poder legislativo en la región caribeña y país constituyente neerlandés de San Martín (nombre de la parte neerlandesa de la isla de San Martín). Se compone de 15 miembros, elegidos para un mandato de cuatro años en elecciones generales.

## Historia
El primer parlamento se instaló el 10 de octubre de 2010, la fecha de la disolución de las Antillas Neerlandesas, la distribución es la misma de los miembros del Consejo Insular elegido el 17 de septiembre de 2010.
Hasta octubre de 2010, San Martín estaba representada solo por un Consejo insular y elegía diputados ante el Parlamento de las Antillas Neerlandesas, pero al obtener más autonomía obtuvo el derecho a poseer un órgano legislativo y gobierno propios.

## Funciones
El parlamento tiene la capacidad para aprobar leyes, y nombrar al primer ministro de San Martín, luego de que el Gobernador de San Martín (en representación de la Monarca del Reino de los Países Bajos) informe sobre la formación exitosa de un nuevo gabinete de gobierno.

## Resultados de las elecciones más recientes
| Resumen de las elecciones generales de San Martín, 2010 |                       |        |   |           |
| Partidos                                                | Líder del partido     | Votos  | % | diputados |
| Partido Democrático de San Martín (DP)                  | Sarah Wescot-Williams | 2.339  |   | 2         |
| Alianza nacional de San Martín (NA)                     | William Marlin        | 6.298  |   | 7         |
| Pueblo unido (UP)                                       | Theo Heyliger         | 4.943  |   | 6         |
| Alianza de la Concordia Política (CPA)                  | Jeffrey Richardson    | 128    |   | 0         |
| Total                                                   |                       | 13.707 |   | 15        |